# 闽海省

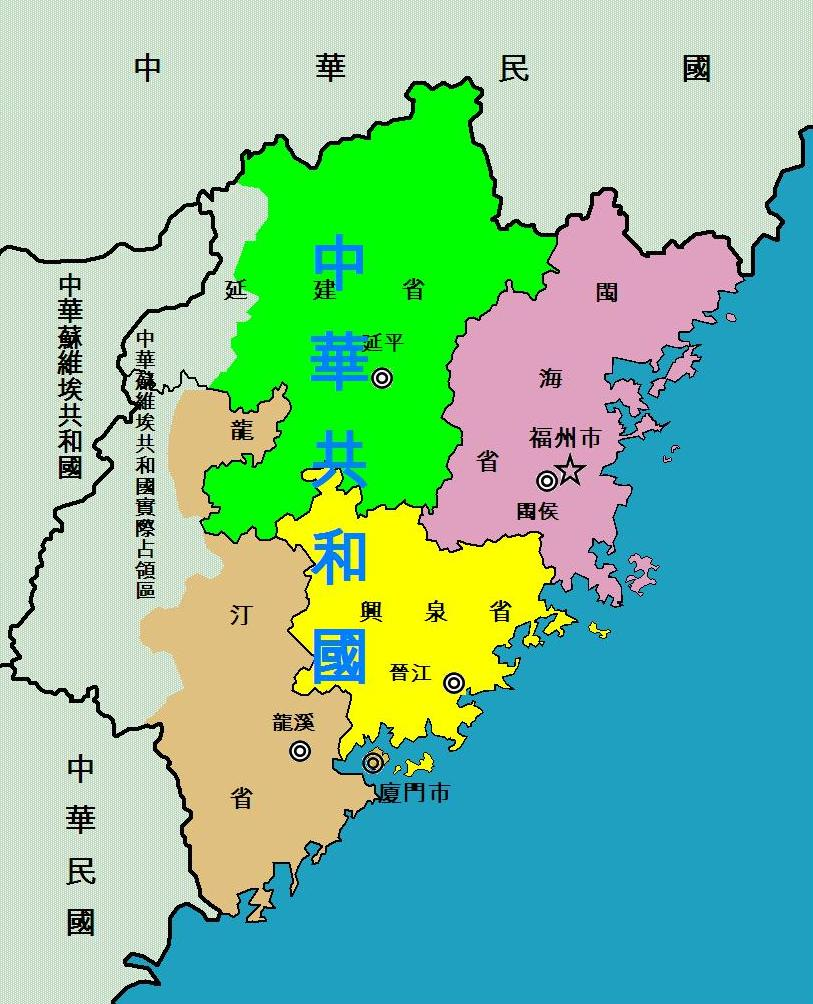
中华共和国地图，粉红色为闽海省

闽海省是1933年至1934年闽变时期中华共和国的四个省份之一，其辖境在今天的中华人民共和国福建省东北部，省会闽侯，下辖15县，分别是闽侯、长乐、福清、连江、罗源、古田、闽清、屏南、永泰、平潭、霞浦、福鼎、福安、宁德、寿宁，大致相当于今日的福州与宁德地区。闽海省的省长是何公敢，副省长是阮淑清。1934年，随着中华共和国被南京国民政府消灭，闽海省被取消建置。